# New Providence
New Providence è un distretto e l'isola più popolata dell'arcipelago delle Bahamas, di cui costituisce anche un distretto. L'isola ha una superficie di 207 km², e una popolazione di 250 000 abitanti. Centro principale è Nassau, capitale dello Stato delle Bahamas.
Se i primi visitatori europei che arrivarono sulle isole Bahamas furono raccoglitori di sale provenienti dalle Bermude e scelsero Grand Turk e Inagua, i primi insediamenti duraturi avvennero invece sull'isola di Eleuthera prima e New Providence subito dopo.
L'attrazione principale di New Providence era costituita dalla presenza di ripari naturali per le piccole navi.
La vicinanza con gli Stretti della Florida fece divenire New Providence un punto d'appoggio ideale per i convogli pirata sulle rotte delle navi spagnole di ritorno in madre patria con oro, argento, e altre ricchezze. L'apice della pirateria fu tra il 1715 e il 1725, dopo questa data il governo britannico istituì una colonia e un quartier generale militare sulla piccola città di Nassau.
Sotto al tratto di mare che la separa dall'isola di Andros si trova una fossa oceanica denominata Lingua dell'Oceano la cui profondità raggiunge i 1800 metri.